# Cottus caeruleomentum
Cottus caeruleomentum és una espècie de peix pertanyent a la família dels còtids.

## Descripció
- Fa 6,3 cm de llargària màxima.[4]

## Hàbitat
És un peix d'aigua dolça, demersal i de clima temperat (41°N-36°N).
Es troba a Nord-amèrica: conques atlàntiques, incloent-hi els rius Elk, Susquehanna, Bush, Patapsco, Patuxent, Potomac, Nanticoke, James i Roanoke.

## Observacions
És inofensiu per als humans.